# Nyrop N:o 3
Nyrop N:o 3, i Marinens Flygväsende betecknad Aeroplanet nr 1, var ett svensktillverkat flygplan av modifierad Blériot XI typ (Nyrop-Bleriot XI), tillverkat av Nyrops Båt- och Aeroplansvarv i Landskrona av ingenjören Hjalmar Nyrop tillsammans med dennes bror. I grundkonstruktionen var det en kopia av det engelska flygplanet Big Bat som i sin tur var en modifierad Blériot XI-2.
Flygplanet var tvåsitsigt och de båda personerna ombord satt bredvid varandra. Flygplanskroppen tillverkades i en fackverkskonstruktion som i den främre delen kläddes med träfanér. Vingen var utformad av två balkar med tvärstöttor som bildade en ram som kläddes med duk. Den enkla vingen var infäst i flygplanskroppens översida. Landstället var utformat av två huvudstag infästa vid vingroten samt ett stötdämpat främre stag som tog upp belastningen vid landningen. De två främre och det bakre hjulet under fenan var av ekertyp. Motorn var en 50 hk Gnôme roterande motor som drev en dragande träpropeller.
1911 genomförde bryggeridirektören Otto Emil Neumüller en donation till Sjöförsvaret, villkoren var att Neumüller skänkte ett flygplan för spaning till sjöss till sjöförsvaret mot att sjöförsvaret betalade flygutbildningen för löjtnant Olle Dahlbeck vid Graham Whites flygskola i England.
Flygplanet fraktades från fabriken i Landskrona till Stockholm i december 1911, där den monterades. Officiellt namngavs flygplanet Aeroplanet nr 1 men den fick även smeknamnet Kiddy och i folkmun Bryggarkärran efter donatorns yrke.
Den första officiella flygningen i militär regi genomförs 3 februari 1912 från Stora Värtans is med Dahlbeck som pilot. Flygturen följdes sedan av ett hundratal flygningar den längsta varade i 37 minuter. Eftersom flygplanet var försett med hjul kunde sjöförsvaret bara flyga vintertid eftersom de inte disponerade några landflygplatser. Man funderade på att förse flygplanet med flottörer, men utvecklingen på flygfronten gick så snabbt att flygplanet redan var föråldrat. I december 1913 avfördes flygplanet från aktiv tjänst, man monterade ur motorn (som flyttades till en nyinköpt Donnet-Lévêque). Det motorlösa flygplanet förrådställdes fram till 1916 då det kasserades. Flygplanet skänktes då till Sjöhistoriska museet som under flera år har haft det magasinerat vid Tekniska museet.

## Galleri

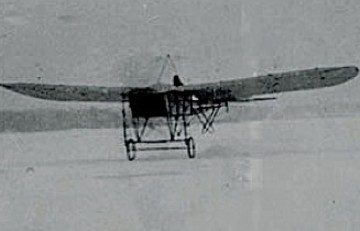
Nyrop 3 under start 1912.
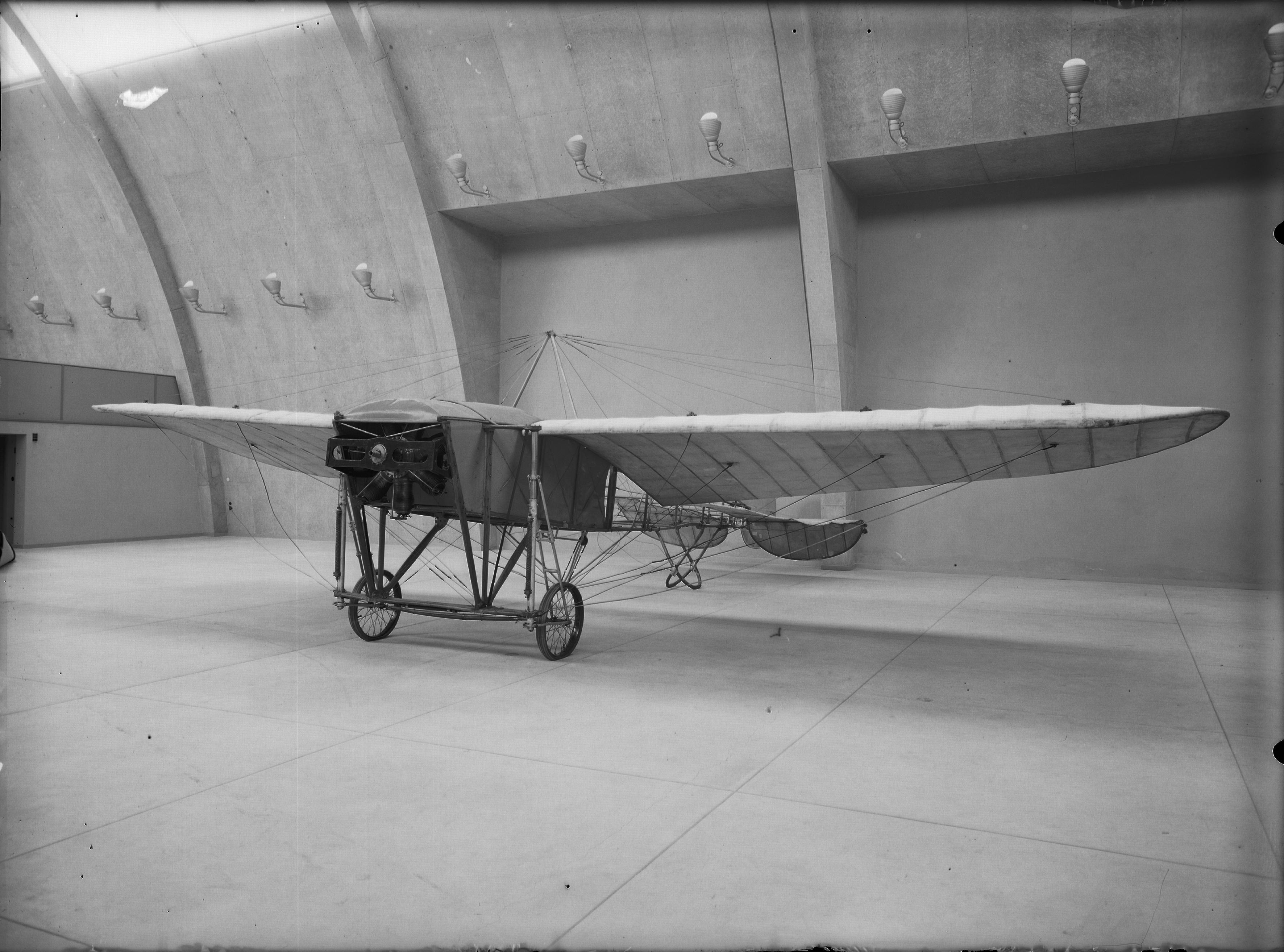
Nyrop 3 efter leverans till Tekniska museet 1934.
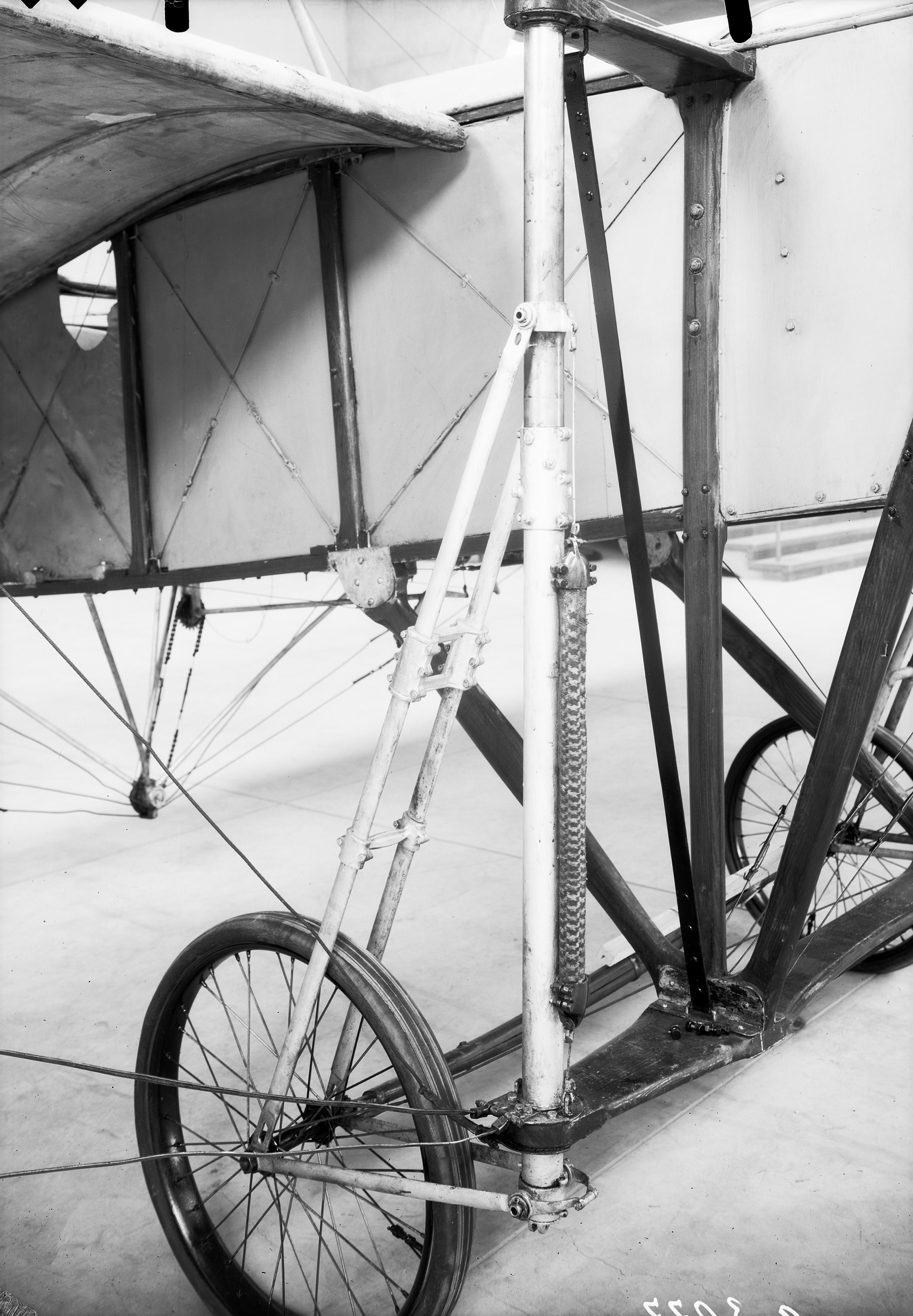
Nyrop 3:s landställ.
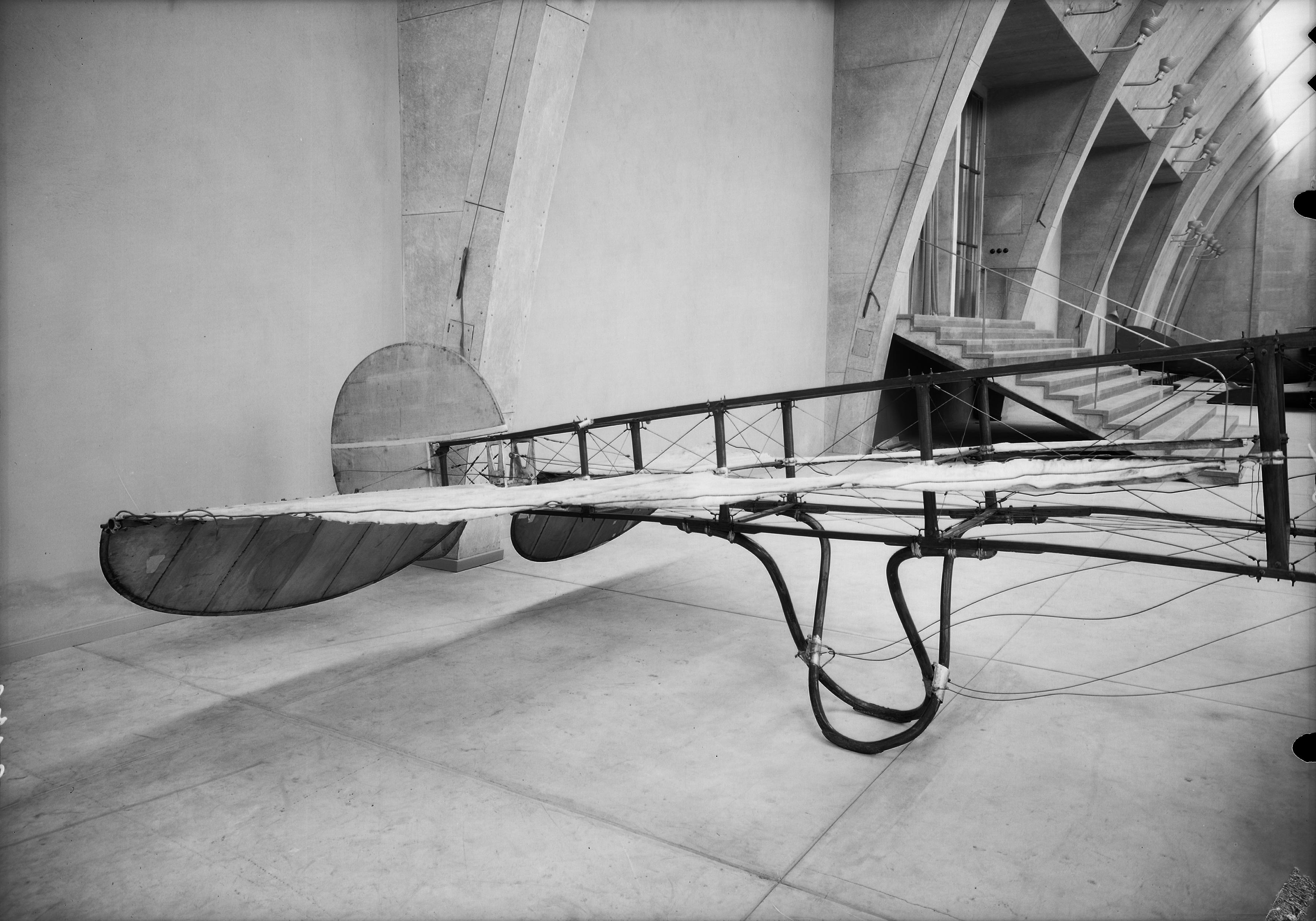
Nyrop 3:s stjärtstyrverk.
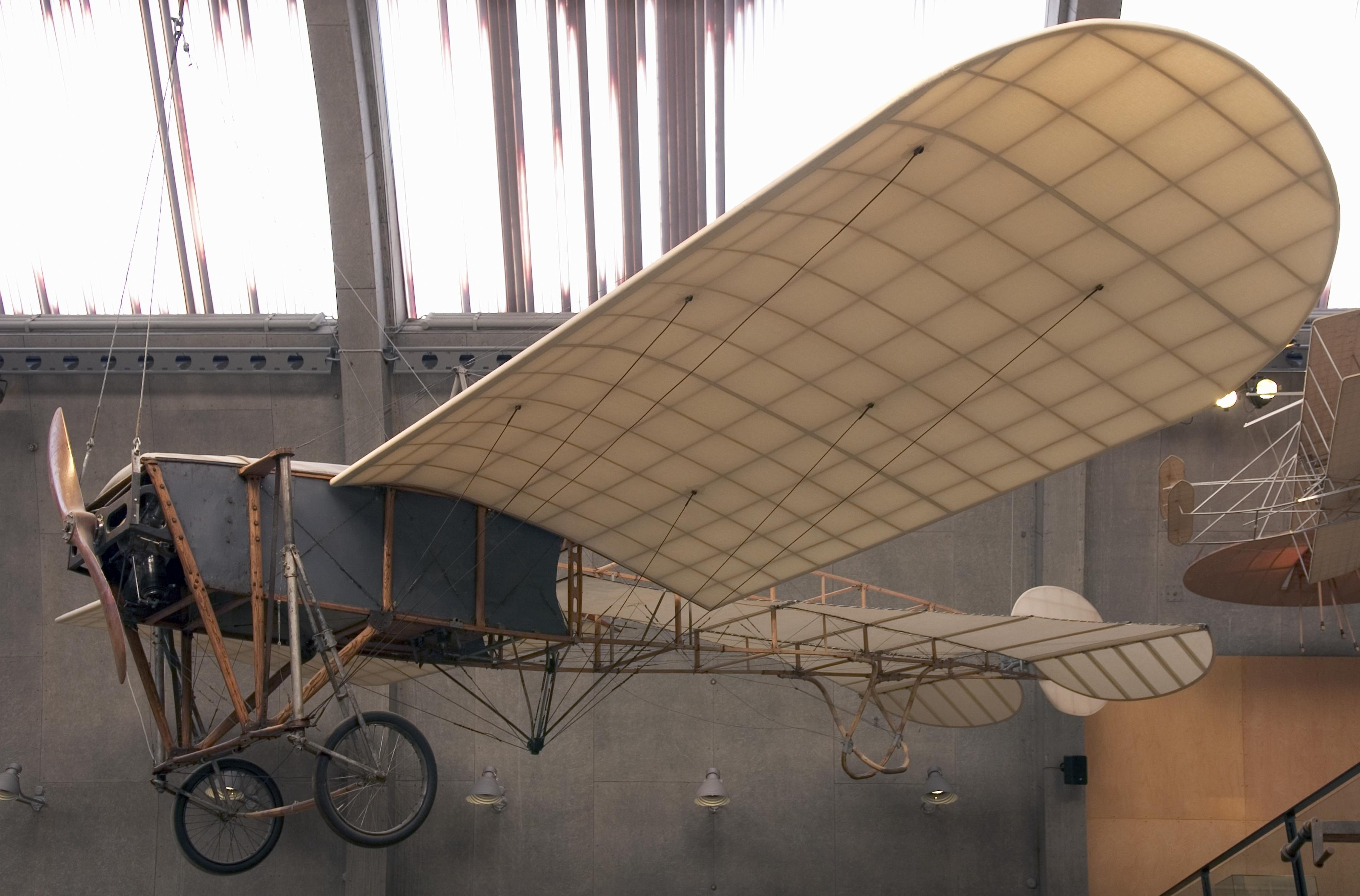
Nyrop 3 upphängd i taket på Tekniska museet.